# Neohelcon braconius
Neohelcon braconius är en stekelart som beskrevs av Szepligeti 1913. Neohelcon braconius ingår i släktet Neohelcon och familjen bracksteklar. Inga underarter finns listade i Catalogue of Life.